# Pauldingklasse
De torpedobootjagers van de Pauldingklasse waren een aanpassing van de Smithklasse. De nieuwere klasse, van 21 schepen,  stookte olie in plaats van kolen, waardoor de schepen lichter waren en dus sneller dan de schepen van de Smithklasse. 
Deze schepen deden dienst bij de Amerikaanse marine, waarbij een aantal later werden overgedragen aan de Amerikaanse kustwacht en de rest werd uiteindelijk verkocht als schroot. 
Rompnummers 24-27 en 30-31 werden omgebouwd van vier schoorstenen naar drie. 

## Schepen

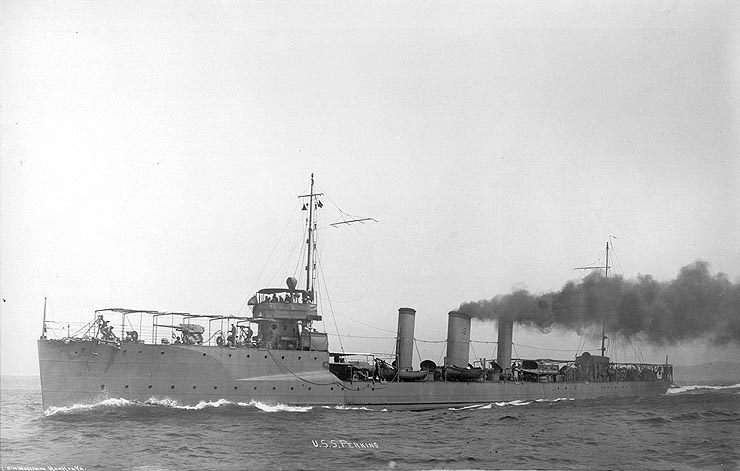
USS Perkins (DD-26)
met drie schoorstenen

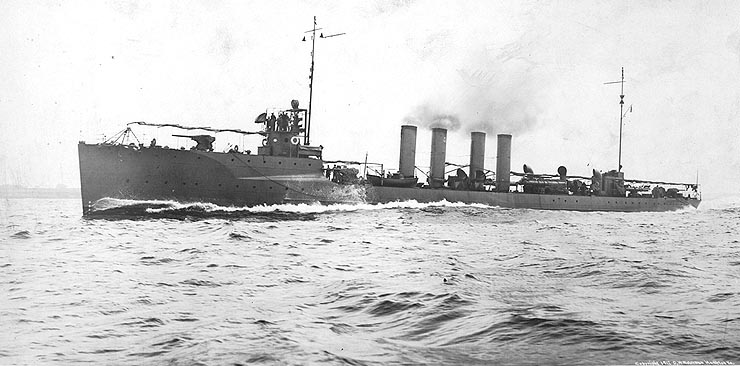
USS Trippe (DD-33)
met vier schoorstenen

- USS Paulding (DD-22)
- USS Drayton (DD-23)
- USS Roe (DD-24)
- USS Terry (DD-25)
- USS Perkins (DD-26)
- USS Sterett (DD-27)
- USS Mc Call (DD-28)
- USS Burrows (DD-29)
- USS Warrington (DD-30)
- USS Mayrant (DD-31)
- USS Monaghan (DD-32)
- USS Trippe (DD-33)
- USS Walke (DD-34)
- USS Ammen (DD-35)
- USS Patterson (DD-36)
- USS Fanning (DD-37)
- USS Jarvis (DD-38)
- USS Henley (DD-39)
- USS Beale (DD-40)
- USS Jouett (DD-41)
- USS Jenkins (DD-42)